# Сосни звичайні
Со́сни звича́йні — ботанічна пам'ятка природи місцевого значення в Україні. Об'єкт розташований на території Рожищенського району Волинської області, в селі Кременець. 
Площа — 0,01 га, статус отриманий у 2005 році.